# Nam Đồng (xã)
	Nam Đồng( là hợp nhất của Nam Thái và Đồng Sơn, Huyện Nam Trực - Tỉnh Nam Định cũ)	là một xã thuộc tỉnh Ninh Bình, Việt Nam. Trụ sở xã nằm cách phường Hoa Lư - trung tâm tỉnh lỵ Ninh Bình 28 km về phía Đông.		
Theo Nghị quyết số 1674/NQ-UBTVQH15 ngày 16/6/2025 về sắp xếp các đơn vị hành chính cấp xã của tỉnh Ninh Bình năm 2025, 	sắp xếp xã Đồng Sơn và xã Nam Thái thành xã mới có tên gọi là xã Nam Đồng.	
Xã Nam Đồng	có diện tích:	23,42	km², 	dân số:	28.348	người, mật độ dân số: 	1210	người/km². 	
Đây là đơn vị có diện tích xếp thứ:	89	, số dân xếp thứ: 	80	và mật độ dân số xếp thứ: 	62	trong số 129 xã, phường ở Ninh Bình.  
Nam Đồng cũng là nơi có sông Đào chảy qua.
1. ↑  Nghị quyết của Quốc hội về sắp xếp các đơn vị hành chính cấp xã của tỉnh Ninh Bình năm 2025